# Hilo de seda
Hilo de seda es el primer sencillo de la discografía de Los Pekenikes y así también el primer sencillo de su primer álbum, Los Pekenikes (1966). Publicado con el álbum, tuvo un gran éxito, que no era esperado por el grupo. Hilo de seda es un instrumental protagonizado por la trompeta usada con sordina y alternando con coros femeninos. El trompetista no se acredita y es un músico de estudio.
Al respecto de este disco comenta Ignacio Martín Sequeros: «Con el “problema” entonces en Pekenikes de no disponer de un “cantante adecuado”, se resolvió para grabar ese single y estructurando dos temas totalmente “instrumentales” y que se decidió denominarles como “Hilo de seda” y “Sombras y rejas”, resultando que dicha grabación alcanzó comercialmente un gran éxito, no solo nacional, sino también por fuera de España. “Hilo de seda” fue entonces n.º 1 en Holanda, Portugal y México, así como muy escuchado en Italia, Francia y Alemania.
La cara b la protagoniza la versión que Pekenikes hace del Asturias de Albéniz con el nombre de Sombras y rejas, donde se ve la formación clásica de Lucas Sainz junto a Tony Luz a la guitarra eléctrica.
Se da la circunstancia que firma el arreglo J. Trayter, seudónimo de José de Juan del Águila, alto funcionario de las editoriales de música que solía firmar cualquier tema popular y tradicional español como si fuera el autor.

## Miembros
- Alfonso Sainz - Saxo Tenor
- Lucas Sainz - Guitarra española
- Ignacio Martín Sequeros - Bajo eléctrico
- Jorge Matey Batería
- Tony Luz - Guitarra rítmica
- Trompeta (con sordina): no acreditado
- Coro femenino: no acreditado